# Caroline Hajok
Caroline Hajok (* 9. Oktober 1998) ist eine deutsche Tischtennisspielerin. Sie erreichte bei der Deutschen Meisterschaft 2019 das Endspiel im Doppel.

## Werdegang
Mit sieben Jahren begann Caroline Hajok mit dem Tischtennissport. Ein Jahr später trainierte sie im Sportinternat Hannover und zeigte rasche Fortschritte. 2012 trat sie bei der Deutschen Meisterschaft der Schülerinnen in Saarbrücken an. Hier wurde sie Zweite im Doppel mit Amelie Rocheteau. 2014 und 2015 wurde sie für die Jugendeuropameisterschaften nominiert. Dabei erreichte sie 2014 mit der Mannschaft das Endspiel.
Von 2014 bis 2020 nahm Caroline Hajok an allen Deutschen Meisterschaften der Erwachsenen teil. Ihren bisher größten Erfolge verzeichnete sie bei der DM 2019, als sie zusammen mit Luisa Säger im Endspiel des Damendoppels stand, das gegen Nina Mittelham/Franziska Schreiner verloren ging. Heute spielt sie in der 3. Bundesliga Nord für den TTK Großburgwedel.